# Carl Gustaf Klingberg
Carl Gustaf Klingberg, född 4 januari 1800 i Hova socken, Skaraborgs län, död 18 mars 1877 i Lerbäcks församling, Örebro län, var en svensk amatörorgelbyggare, klockare, vikarierande organist och glasmästare.
På 1840-talet utförde Klingberg ofta reparationer  på mindre orgelverk i Närke.

## Biografi
Klingberg föddes 1800 på Gudhammar i Hova socken och var son till målaren Carl Fredrik Klingberg (1774–1835) och Magdalena Gellerstedt (född 1778). Familjen flyttade samma år till Norrängsbacken i Viby socken och 1818 till Myrfallet i samma socken. År 1819 lämnade Klingberg föräldrahemmet och kom till Örebro som handelslärling men redan 1820 återkom han till föräldrar i Viby. 1828 gifte han sig med Greta Lindgren och de flyttade till Västra Härja ägor. Klingberg arbetade då som glasmästare. 1831 flyttade de till Gatugårds ägor.
1834 anställdes han som klockare i Lerbäcks församling och bosatte sig i Sockenstugan. 1847 tog Pehr Ekholm över sysslan som klockare.
Från 1866 bodde Klingberg på Fattighuset men flyttade 1867 till Västra Perstorp i Estabo. Han avled 1877 i Lerbäck och begravdes 23 mars samma år.

## Orgelverk
| År         | Ursprunglig kyrka | Stift     | Bild | Manualer | Pedal | Stämmor | Bevarad orgel/fasad | Övrigt |
| ---------- | ----------------- | --------- | ---- | -------- | ----- | ------- | ------------------- | --- |
| 1847       | Bo kyrka          | Strängnäs |      |          |       | 8       |                     | Ombyggnation och tillbyggnation utfördes 1847 av Klingberg. En ny orgel byggdes 1929 av E A Setterquist & Son, Örebro.                                                         |
| 1840-talet | Lerbäcks kyrka    | Strängnäs |      |          |       | 5       | Nej/Nej             | Orgeln sattes upp 1873 i Hardemo kyrka. Orgeln hyrdes av församlingen mellan 1873 och 1893 då den köptes. En ny orgel byggdes i Hardemo 1923 av E A Setterquist & Son, Örebro. |

### Reparationer
| År           | Ursprunglig kyrka     | Stift     | Bild | Manualer | Pedal | Stämmor | Bevarad orgel/fasad | Övrigt |
| ------------ | --------------------- | --------- | ---- | -------- | ----- | ------- | ------------------- | --- |
| 1842         | Nysunds kyrka         | Karlstad  |      |          |       |         |                     | Sommaren 1842 reparerades dåvarande orgeln från 1764, byggd av Jonas Grehn och Petter Stråhle, tillsammans med Erik Adolf Setterquist. Det tog 24 dagar att utföra arbetet och det kostade 120 riksdaler. |
|              | Askersunds landskyrka | Strängnäs |      |          |       |         |                     | |
|              | Tångeråsa kyrka       | Strängnäs |      |          |       |         |                     | |
| Omkring 1852 | Södra Ny kyrka        | Karlstad  |      |          |       |         |                     | |
| 1869         | Odensåkers kyrka      | Skara     |      |          |       |         |                     | Två personer reparerade orgeln under en månad. Arbetet kostade 300 riksdaler. |